# Буркинийско-северокорейские отношения
Буркини́йско-северокоре́йские отноше́ния — двусторонние дипломатические отношения между Буркина-Фасо и Корейской Народно-Демократической Республикой. Ни одна из стран не имеет посольства в другой, хотя ранее у КНДР был посол, аккредитованный для работы в столице Буркина-Фасо Уагадугу.

## История
Отношения между странами были особенно тесными во время холодной войны, когда КНДР была наиболее активна во внешней политике. В середине 1970-х годов КНДР предоставила военную технику вооружённым силам Республики Верхняя Вольта, во время правления генерал-полковника Сангуле Ламизана. КНДР также оказывала сельскохозяйственную и техническую помощь Буркина-Фасо во время холодной войны. Военная помощь продолжалась под руководством капитана Томаса Санкары по соглашению, подписанному в 1983 году. Томас Санкара, революционер-марксист, несколько раз посещал Пхеньян, сначала в качестве премьер-министра 13 марта 1983 года, а затем в должности президента 3 сентября 1985 года. Сообщается, что в этот период существовала Ассоциация дружбы КНДР и Буркина-Фасо.
Отношения оставались близкими во время раннего правления президента Буркина-Фасо Блеза Компаоре, который пришёл к власти в результате военного переворота 1987 года. В сентябре 1988 года Блез Компаоре посетил Пхеньян. В конце 1980-х годов было несколько случаев сотрудничества между двумя странами — например, КНДР построила театр под открытым небом в Кудугу и подписала торговое соглашение об обмене буркинийского хлопка и полезных ископаемых на северокорейскую сельскохозяйственную технику. Дипломатическая активность после холодной войны затихла, но некоторое сотрудничество продолжалось. В 1998 года правительство КНДР завершило строительство пяти небольших водохранилищ в Буркина-Фасо.
В 2009 году, отклоняясь от традиционных дружеских отношений, Буркина-Фасо, в то время временный член СБ ООН, проголосовала за резолюцию 1874 Совета Безопасности ООН, вводящую дополнительные экономические санкции в отношении КНДР. В своём заявлении представитель Буркина-Фасо сказал, что его страна проголосовала за приверженность миру, свободному от ядерного оружия.

## Торговля
В 2016 году объём товарооборота между странами составил сумму 34 миллиона долларов США, что сделало Буркина-Фасо седьмым по величине торговым партнером КНДР.